# Andy Iro
Andy Iro (ur. 26 listopada 1984 w Liverpoolu) – angielski piłkarz, grający na pozycji obrońcy w amerykańskim klubie piłkarskim Columbus Crew.
Był piłkarzem klubu młodzieżowego UC Santa Barbara. W 2008 roku przeszedł na zawodowstwo i od tej pory gra w Columbus Crew. Dotychczas dla klubu ze stanu Ohio rozegrał niemal 58 spotkań i zdobył pięć goli.